# Elsie Uwamahoro
Elsie Uwamahoro (sinh ngày 23 tháng 10 năm 1988) là một vận động viên bơi lội người Burundi. Cô đã tham dự Thế vận hội Mùa hè 2008 ở Bắc Kinh, và tại Thế vận hội Mùa hè 2012 ở London và xếp hạng 67 chung cuộc, điều đó không đủ để đưa Uwamahoro vào bán kết. Cô cũng đã tham gia các nội dung tự do 50 m và 100 m tại Giải vô địch thể thao dưới nước thế giới 2013.